# Bad Waltersdorf
Bad Waltersdorf – uzdrowiskowa gmina targowa w Austrii, w kraju związkowym Styria, w powiecie Hartberg-Fürstenfeld. Zajmuje obszar 52,28 km². Liczy 3703 mieszkańców (1 stycznia 2015). Do 31 grudnia 2012 należała do powiatu Fürstenfeld.
Podstawą działania uzdrowiska są źródła termalne. Miejsce przygotowań reprezentacji Polski przed i w czasie Mistrzostw Europy w piłce nożnej w 2008 roku. Od roku 2009 funkcję proboszcza w tej miejscowości pełni kapłan z diecezji rzeszowskiej, ks. Maciej Trawka.